# Thatch Caye
Thatch Caye ist eine Insel vor der Küste von Belize, ca. 14 km vor der Küste von Dangriga und ca. 3,6 km (2 mi) hinter dem Belize Barrier Reef.

## Geographie
Die 4,45 ha große Insel liegt im Bereich der Riffkrone in der Nähe von Southwater Caye, Tobacco Caye, Cocoplum Caye und Fantasy Caye im Bereich des South Water Caye Marine Reserve.

### Hotel
Auf der Insel leben fünf Angestellte, die für das Thatch Caye Resort arbeiten. Das Hotel wird von Muy'Ono geführt. Es bietet Platz für mehr als 30 Personen.
Der Name „Thatch Caye“ geht zurück auf den Ko-Eigentümer Travis Holub, der alle Gebäude mit Strohdächern bauen ließ. Alle fünf Gebäude stehen auf Pfählen über dem Wasser.